# لیگ برتر هندبال زنان ایران ۱۳۹۳
لیگ برتر هندبال زنان ایران ۱۳۹۳ دهمین دوره لیگ برتر هندبال زنان ایران است.
در این دوره از بازی‌ها ۸ تیم شرکت داشتند. این مسابقات ۱ اسفندماه ۱۳۹۳ با قهرمانی ثامن سبزوار به پایان رسید. تیم‌های شهرداری سنندج و تأسیسات دریایی به مقام‌های دومی و سومی مسابقات رسیدند.

## رده‌بندی پایانی
| رتبه | تیم                        | بازی | امتیاز | صعود و سقوط |
| ---- | -------------------------- | ---- | ------ | ----------- |
| ۱    | ثامن سبزوار                | ۱۴   | ۲۵     |             |
| ۲    | شهرداری سنندج              | ۱۴   | ۲۱     |             |
| ۳    | تاسیسات دریایی             | ۱۴   | ۲۰     |             |
| ۴    | ذوب‌آهن اصفهان              | ۱۴   | ۱۷     |             |
| ۵    | شهید چمران لارستان         | ۱۴   | ۱۵     |             |
| ۶    | نفت و گاز گچساران          | ۱۴   | ۶      |             |
| ۷    | دانشگاه آزاد               | ۱۴   | ۴      |             |
| ۸    | هیئت هندبال طرقبه و شاندیز | ۱۴   | ۴      |             |

## برترین‌ها
پس از پایان این مسابقات فدراسیون هندبال اسامی بهترین ورزشکاران، مربیان، داوران، باشگاه‌ها و هیأت‌ها را در سال ۹۳ معرفی کرد که به شرح زیر است:
| جایزه            | نام             | باشگاه                   | شهر    |
| ---------------- | --------------- | ------------------------ | ------ |
| بانوی سال هندبال | نجمه مرادی      | باشگاه ثامن الحجج سبزوار | ----   |
| پدیده سال هندبال | انیس چهاردانگه  | هیأت هندبال کرمان        | ----   |
| بازیکن اخلاق     | مینا صالحی      | باشگاه ذوب آهن           | ----   |
| مربی برتر        | نشمین شافعیان   | شهرداری سنندج            | ----   |
| ناظر برتر        | شیدا ذوفن       | ----                     | اصفهان |
| داور برتر        | فرناز مظاهری    | ----                     | اصفهان |
| داور برتر        | مطهره نجد سمیعی | ----                     | تهران  |
| باشگاه های برتر  | ----            | ثامن الحجج سبزوار        | ----   |
| باشگاه های برتر  | ----            | شهرداری سنندج            | ----   |
| باشگاه های برتر  | ----            | تأسیسات دریایی           | ----   |